# Довжанка (притока Друті)
Довжанка — річка в Білорусі у Бєлиницькому й Кличевському районах Могильовської області. Права притока річки Друті (басейн Дніпра).

## Опис
Довжина річки 37 км, похил річки 1 %, площа басейну водозбору 42,0 км², середньорічний стік 1,3 м³/с. Формується притоками та безіменними струмками.

## Розташування
Бере початок за 1,5 км на сході від села Стадолішча. Тече переважно на південний схід через Гідрологічний заказник Острова Дулеби і на північно-східній околиці села Довжанки впадає в річку Друть, праву притоку річки Дніпра.